# Dweira Bernson-Verhaeghe
Pour les articles homonymes, voir Bernson et Verhaeghe.
Dweira Bernson-Verhaeghe, aussi connue sous le nom francisé Déborah Bernson-Vaerhaeghe, née le 3 janvier 1871 à Brest-Litovsk dans l'Empire russe (actuelle Biélorussie) et morte en 1944 à Auschswitz (Pologne), est une médecin impliquée pour améliorer les conditions de travail des ouvriers. Elle est la mère de Reysa Bernson, astrophysicienne. 

## Biographie

### Étude et carrière
Dweira Bernson-Verhaeghe est née le 3 janvier 1871 à Brest-Litovsk, dans l'ancien Empire russe. Issue d'une famille juive, il existe peu d'informations sur son enfance. De même, la date de son arrivée en France est encore inconnue. 
Le 7 janvier 1898, elle est citée dans un arrêté du recteur de l'académie de Lille comme « déléguée dans les fonctions de moniteur d'anatomie » à la faculté de médecine de l'Université de Lille. On la retrouve aussi dans la liste des étudiants inscrits en médecine pour l'année scolaire 1898-1899 sous l'appellation « Mademoiselle Bernson (russe) ». 
Sa thèse, soutenue le 20 mai 1899, porte sur la Nécessité d'une loi protectrice pour la femme ouvrière avant et après sa couche (Étude d'hygiène sociale), traduisant déjà son intérêt pour les conditions sanitaires et hygiéniques des femmes ouvrières. Le jury est présidé par Charles Debierre, professeur d'anatomie qu'elle assiste en tant que moniteur, et à qui elle adresse des remerciements dans la dédicace de sa thèse. Le 22 mai 1899, un compte rendu de la séance parait dans le journal local L'Égalité Roubaix-Tourcoing.
Le 11 avril 1900, Dweira Bernson se marie avec Désiré Verhaeghe, ancien étudiant de médecine comme elle, et dont Charles Debierre a aussi présidé la thèse en 1899. Elle est d'ailleurs citée dans les dédicaces de la thèse de Verhaeghe. 
Dès 1902, elle est secrétaire provisoire de l'association lilloise La Goutte de Lait du Nord, qui lutte contre la mortalité infantile en distribuant notamment du lait stérilisée aux mères ne pouvant pas allaiter. En 1903, elle est citée comme directrice de l'association dans la rubrique « Nouvelles » des Archives de médecine des enfants, publié par la Société de Pédiatrie de Paris. 
En 1914, elle dirige avec Emmanuel Doumer, un autre médecin, une clinique pour les maladies de femmes située au 28 rue Saint-Sauveur, dans un des quartiers populaires de la ville de Lille. En parallèle, elle est aussi active dans la clinique de son mari, située au 1 place Vanhoenacker et spécialisée dans les accidentés du travail ainsi que les mutilés de guerre. Sa présence y est confirmée, même après la mort de Désiré Verhaeghe en 1927. 
Dans les années 1920-30, Bernson multiplie les publications dans la presse locale, portant principalement sur la protection du nourrisson et la santé des femmes. En 1923, la Revue française de gynécologie et d'obstétrique évoque son travail sur le lien entre la condition ouvrière des femmes et la mortalité infantile. En 1925, elle publie dans Le Grand Écho du Nord de La France une rubrique qu'elle nomme « Quelques conseils aux mamans pour le bon développement de leurs petits ». Le 8 avril 1926, elle écrit un article dans le journal L'Œuvre dénonçant l'emploi des femmes pour tracter des bateaux sur les canaux et les rivières. 
Dans un des derniers articles qu'on lui connait, publié le 11 août 1939 dans l'Égalité Roubaix-Tourcoing, elle évoque le lien entre santé publique des enfants et nuisances sonores, un combat qu'elle mène depuis plus d'un an.

### Déportation
Un recensement de 1936 désigne Dweira Bernson comme « sans profession » et résidant au 10 rue Baptiste Monnoyer avec sa fille Reysa Bernson, qu'elle a eue en 1904 avec Désiré Verhaeghe. Son nom disparait ensuite des archives pour ne réapparaitre qu'en 1944, dans la « liste des citoyens français arrêtés par les autorités allemandes pendant le mois de février 1944 », pour cause de son origine juive. Sa fille Reysa est arrêtée avec elle. 
Après un bref passage dans la maison d'arrêt de Chartres et malgré une tentative de leur famille pour les sauver (en prouvant leur lien avec Verhaeghe qui est baptisé), elles sont ensuite internées pendant une dizaine de jours au camp de Drancy. Elles sont finalement déportées par le convoi 69 vers le camp de concentration et d'extermination d'Auschwitz en mars 1944. Ni elle, ni sa fille n'en sont revenues.   